# 陸軍公主嶺学校
陸軍公主嶺学校（りくぐんこうしゅれいがっこう）とは、満州公主嶺にあった大日本帝国陸軍の教育総監隷下の軍学校（実施学校）のひとつである。

## 概要
- 関東軍の歩兵大隊長・中隊長の実兵指揮教育、歩兵･砲兵･工兵各連隊長の召集教育と、諸兵種協同作戦に関する総合研究と戦車戦術教育実施などを目的した。
- 総合研究に対応するために日本陸軍の実施学校の教導組織としては、最大組織である、各兵科の教導連隊を隷下に置く学校教導団を唯一持っていた。

- 第二次世界大戦中に、戦局の悪化により学校閉鎖。学校付きの教導部隊を動員･実戦部隊化して、第68旅団[注釈 1]が編成された。

## 第68旅団
動員された第68旅団は、『学校教導団の教官･教員･下士官兵等、現役が多く、素質優良で日本陸軍最精強部隊と期待された』とする著作物が多く存在するが、大東亜戦争開戦後には大きく徴兵人数が増加しており、学校の教導連隊は、従来の最低でも新兵教育での第二期検閲終了後の成績優秀者を以て編成する近衛兵と並ぶ最精鋭部隊と言う姿は既になく、留守師団の補充隊と変わらずに普通に新兵教育を担う場の一つと化していたのが実情であった。
但し、前線部隊が下級将校に上級職を執らせざるをえない全軍状況下に於いて、学校での人事として一階級・二階級上級者の中佐の大隊長や少佐の中隊長等が居たり、第68旅団は、『大隊長.中隊長の階級は頭でっかち、兵は教育途上で実戦経験なし』と言うのが実態であったが、戦術研究のため一式機動四十七粍速射砲、一〇〇式機関短銃、一〇〇式火焔発射機、狙撃銃などの最新兵器が優先的に配備されていたのも事実である。
素質優良で日本陸軍最精強部隊とは、戦前の平時の軍学校教導連隊のあり方から発せられた発言であって、急激な新兵増加は教育の場が不足しており、満州、中国、南方にも未教育兵を送っている状況下では、軍学校教導連隊を新兵教育を行う場とするのは当然の成り行きであった。本当に短期間での軍学校教導連隊の体制変化であるので、現場の学校以外の前線や部隊では、高級将校であっても、その教導連隊の体制変化の実情を知らず、戦前の素質優良で日本陸軍最精強部隊の印象・感覚のままでの思い込みでの教導連隊の評価であった。そのため大本営や方面軍首脳が、第68旅団は特別な旅団だから1コ師団の戦力に相当すると本当に信じている発言があり、旅団参謀が閉口している。

## 学校沿革
- 1939年（昭和14年）
  - 8月1日：陸軍公主嶺学校が創設される。
- 1940年（昭和15年）
  - 9月15日：『兵科廃止』[注釈 2][注釈 3][注釈 4][注釈 5]。
  - 12月2日： 戦車戦術教育部門が公主嶺陸軍戦車学校として独立。（ 教導戦車隊は、公主嶺陸軍戦車学校の教導戦車隊に転出[注釈 6] ）
- 1941年（昭和16年）
  - 7月～8月：「関特演」に制毒隊等.一部要員を派遣。
- 1943年（昭和18年）
  - 9月末：対ソ戦研究から対米戦研究へとテーマを切り替えて各種の研究開始[注釈 7][注釈 8][注釈 9]。
- 1944年（昭和19年）
  - 6月20日：教導団は動員され軍隊化、第68旅団[注釈 10]に改編[注釈 11]。
  - 8月 　  ：学校閉鎖。

## 学校組織
- 本部
- 研究部：中心研究目的：「対ソ軍要塞.堅固陣地突破戦」
- 教育部
- 教導団
  - 教導歩兵団司令部
    - 教導歩兵第1連隊
    - 教導歩兵第2連隊（＊編成上の定数で実際には欠）

  - 教導砲兵連隊（野砲1中隊、10榴2中隊、15榴1中隊、観測1中隊）
  - 教導戦車連隊（*公主嶺陸軍戦車学校が新設されて、同校教導連隊に転属。教導業務を同教導連隊に委託[注釈 12]。
  - 教導工兵連隊
  - 教導通信隊
  - 教導制毒隊
- 材料廠

## 教育対象及び期間
- 大隊長 4ヶ月
- 中隊長 1ヶ月
- 連隊長 10日

## 人事

### 歴代校長
- 冨永信政 少将（陸士21期）：1939年8月15日 -1940年12月2日（＊1939年10月2日 中将）
- 関亀治 中将 （陸士19期）  ：1940年12月2日 - 1941年9月11日
- （欠員）　　　　　  ：1941年9月11日- 1941年10月15日
- 牛島満 中将 （陸士20期）  ：1941年10月15日 -1942年4月1日
- 矢野音三郎 中将（陸士22期）：1942年4月1日 -1942年7月15日
- 北野憲造 中将（陸士22期）：1942年7月15日 - 1943年10月15日
- （欠員）　　　　　 ：1943年10月15日 - 1943年12月16日
- 村上啓作 中将（陸士22期）：1943年12月16日 - 1944年8月30日

### 歴代幹事
- （陸士　期）：194　年　月　日- 194　年　月　日

- 山田国太郎 大佐（陸士27期）：1940年3月9日 - 1941年4月10日（＊1940年8月1日 少将 ）

- 平田正判 少将（陸士25期）：1941年3月1日- 1941年11月6日
- （陸士　期）：194　年　月　日- 194　年　月　日
- 田上八郎 少将（陸士25期）：1942年9月14日- 1943年10月1日　（＊1943年6月10日 中将　＊1942年12月1日- 1943年3月18日： 兼 公主嶺学校 教導歩兵連隊長）

### 教官
- 深堀游亀 大佐（陸士28期）： 1940年8月1日 - 194　年　月　日（＊兼　公主嶺学校 教導歩兵連隊長：1940年8月13日 - 1941年10月15日 ）
- 重見伊三雄 大佐（陸士27期）：1940年3月9日 - 1940年12月2日
- 松田巌 大佐（陸士28期）：1940年12月2日- 1941年10月15日
- 渡辺粂一 大佐（陸士31期）：1941年7月7日- 1941年11月22日
- 重見伊三雄 大佐（陸士27期）：1941年12月1日 - 1942年12月1日
- 高嶋辰彦 大佐（陸士30期）：1942年4月24日- 1943年3月11日（＊1943年3月1日 少将 ）
- 栗栖猛夫 大佐（陸士27期）：1943年3月15日- 1944年3月22日（＊1944年3月1日 少将 ）
- 岩本高次 大佐（陸士28期）1943年10月15日- 1944年2月10日

### 研究主事
- 細見惟雄 大佐（陸士25期）：1939年8月1日- 1940年12月1日
- 古川浩 大佐（陸士33期）：1942年8月1日- 1944年3月1日

### 学校 附
- 洪思翊 少将（陸士26期）：1942年4月17日- 1944年3月2日

### 教導団長
- 坪島文雄 大佐（陸士27期）：1940年10月1日- 1941年9月1日（＊1940年12月2日 少将）
- 古閑健 少将（陸士25期）：1941年9月1日- 1942年12月1日
- （兼）田上八郎 少将（陸士25期）：1942年12月1日- 1943年3月18日（＊本務　公主嶺学校幹事 ）
- 諫山春樹 少将（陸士27期）：1943年3月18日- 1944年3月22日（＊1943年10月29日 中将 ）
- 栗栖猛夫 少将（陸士27期）：1944年3月22日 - 1944年6月23日　　（＊後職：第68旅団長 ）

### 教導歩兵連隊長
- （兼）深堀游亀 大佐（陸士28期）： 1940年8月13日 - 1941年10月15日（＊本務　公主嶺学校教官 ）
- 尾子熊一郎 大佐（陸士25期）：1941年10月15日 - 1943年8月2日
- 沖静夫 大佐（陸士28期）：1943年8月2日 - 1944年6月23日　　（＊後職：第68旅団 歩兵第126連隊長 ）

### 教導砲兵連隊長
- 重永潔 中佐（陸士28期）：1940年8月1日 - 194　年　月　日
- 宇宿達二 中佐（陸士31期）：1942年7月22日- 194　年　月　日
- （陸士　期）：194　年　月　日- 194　年　月　日

### 教導工兵連隊長
- 本道博 少佐（陸士33期）：1940年8月1日 - 1941年10月15日
- 遠藤秀人 少佐（陸士35期）：1941年10月15日 -1943年6月10日
- 後藤健一 少佐（陸士40期）：1943年6月10日 - 1944年6月23日　　（＊後職：第68旅団工兵隊長 ）

### 教導戦車隊長
- 山田国太郎 大佐（陸士27期）：1939年7月23日 -1940年3月9日
- 玉田美郎 大佐（陸士25期）：1940年3月9日 - 1940年12月1日

　　　⇒ ＊1940年12月1日：教導戦車隊は、公主嶺陸軍戦車学校教導戦車連隊として転出。